# Inal Scharipowitsch Aflitulin
Inal Scharipowitsch Aflitulin (russisch Иналь Шарипович Афлитулин; * 22. März 1988 in Astrachan, Sowjetunion) ist ein russischer Handballspieler, der zumeist auf Rückraum Mitte eingesetzt wird.
Der 1,82 m große und 82 kg schwere Rechtshänder begann mit dem Handballspiel in seiner Heimatstadt bei Dinamo Astrachan. In der Saison 2008/09 spielte er für den russischen Serienmeister Medwedi Tschechow, mit dem er eine weitere Meisterschaft gewann. Anschließend lief er für die Mannschaft der Russischen Staatlichen Universität für Körperkultur, Sport und Tourismus (РГУФК) in Moskau auf. Von 2011 bis 2015 spielte er für den ukrainischen Verein HK Motor Saporischschja, mit dem er 2013 und 2014 Meister sowie 2013 Pokalsieger wurde. International erreichte er im EHF-Europapokal der Pokalsieger 2011/12 das Viertelfinale und in der EHF Champions League 2013/14 das Achtelfinale. Zu Beginn der Saison 2015/16 schloss sich Aflitulin dem rumänischen Verein HC Minaur Baia Mare an. Im November 2015 wechselte er zum deutschen Bundesligisten Bergischer HC. Zur Saison 2016/17 schloss er sich dem ungarischen Spitzenverein Telekom Veszprém an. Im Januar 2017 wechselte er zu ungarischen Verein Eger SBS Eszterházy. Im Sommer 2018 wechselte Aflitulin zum russischen Erstligisten GK Spartak Moskau. Seit dem Sommer 2020 steht Aflitulin beim Ligakonkurrenten Wiktor Stawropol unter Vertrag. Mit Wiktor Stawropol gewann er 2022 den russischen Pokal. Aflitulin wurde dabei zum MVP des Final-Four-Turniers gekürt.
Mit der Russischen Nationalmannschaft nahm Inal Aflitulin an der Europameisterschaft 2014 teil und belegte den 9. Platz. Bisher bestritt er 15 Länderspiele, in denen er 18 Tore erzielte. (Stand: 10. Dezember 2018)
Bei den Men’s 19 European Open Championship 2007 wurde Aflitulin als bester Rückraum Mitte zum Most Valuable Player des Turniers gewählt.